# Anauxesida nimbae
Anauxesida nimbae là một loài bọ cánh cứng trong họ Cerambycidae.